# ژرژ پلخیمس
ژرژ پلخیمس (هلندی: Georges Pelgrims) بازیکن فوتبال اهل بلژیک بود.
وی به‌همراه تیم ملی فوتبال بلژیک به مقام سوم بازی‌های المپیک تابستانی ۱۹۰۰ رسیده‌است.